# Kahil El’Zabar
Kahil El’Zabar (* 11. November 1953 in Chicago, Illinois als Clifton Blackburn) ist ein amerikanischer Schlagzeuger, Multiinstrumentalist und Komponist der Creative Jazz. Er gehört dem AACM an und gründete das Ethnic Heritage Ensemble.

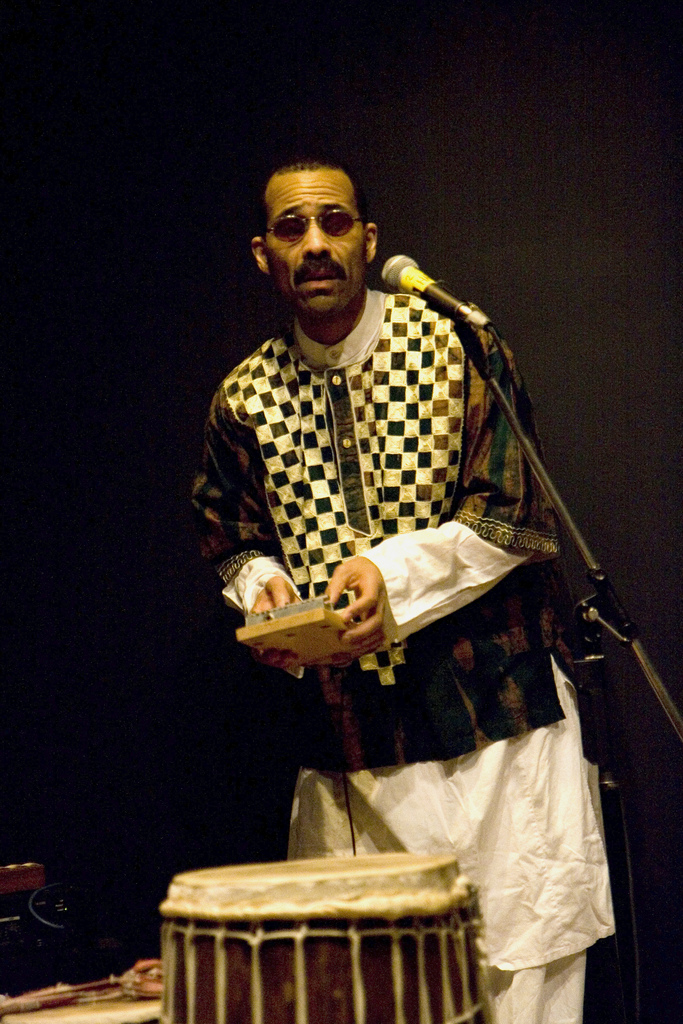
Kahil El’Zabar, 2008

## Leben und Wirken
In den 1970er Jahren gehörte Kahil El’Zabar zu den führenden Musikern im Association for the Advancement of Creative Musicians (AACM), deren Vorsitzender er im Jahr 1975 war. Während dieser Periode gründete er die Formationen Ritual Trio und das Ethnic Heritage Ensemble. In den 1980er Jahren arbeitete er u. a. mit Wadada Leo Smith. Seitdem nahm er mit Musikern wie Billy Bang, Malachi Favors, Lester und Joseph Bowie, Fareed Haque, Hamiet Bluiett, Archie Shepp sowie Pharoah Sanders eine Reihe von Alben unter eigenem Namen auf. Auch wirkte er als Begleitmusiker in den 1990er Jahren auf Alben von David Murray mit, so The Trip und Jug-A-Lug 1994 sowie auf dem Album Return Of the Lost Tribe der Formation Bright Moments mit Joseph Jarman.
Kahil El’Zabar hat in seiner Karriere außerdem mit Musikern wie Kurt Elling, Dizzy Gillespie, Stevie Wonder, Nina Simone, Cannonball Adderley und Paul Simon zusammengearbeitet.
El’Zabar bezieht sich ähnlich wie Famoudou Don Moye direkt auf afrikanische Rhythmen, in denen er von Atu Harold Murray unterrichtet wurde. Zu den zahlreichen Instrumenten, die er verwendet, wie Berimbau, Gongs, Kesseltrommeln sowie verschiedene Flöten, gehört auch ein afrikanisches Lamellophon.

## Auswahldiskographie
- 1986 – Another Kind of Groove (sound aspects) Lester Bowie, Malachi Favors, Raphael Garrett
- 1990 – Hang Tuff (Open Minds) mit Joseph Bowie, Edward Wilkerson
- 1991 – Dance with the Ancestors (Chamaeleon)
- 1994 – Big Cliff (Delmark) mit Billy Bang, Malachi Favors
- 1995 – 21st Century Union March (Silkheart) mit Joseph Bowie, Edward Wilkerson
- 1997 – Jitterbug Junction (CIMP) mit Art Brown, Malachi Favors
- 1998 – Paps's Bounce (CIMP) mit Joseph Bowie, Ernest Dawkins, Atu Harold Murray
- 1999 – Freedom Jazz Dance (Delmark) mit Fareed Haque
- 1999 – Spirits Entering (Delmark) mit Billy Bang
- 1999 – The Power (CIMP) mit Hamiet Bluiett
- 1999 – Conversations (Delmark) mit Archie Shepp, Ari Brown, Malachi Favors
- 1999 – Africa N'Da Blues (Delmark) mit Archie Shepp, Ari Brown, Malachi Favors, Pharoah Sanders
- 2000 – One World Family (CIMP) mit David Murray
- 2007 – Transmigration (Delmark) mit Joseph Bowie, Ernest Dawkins, Orchester
- 2020 – America the Beautiful (Spiritmuse), mit Corey Wilkes, Tomeka Reid, Sanuel Williams, Dennis Winslett, Hamiet Bluiett
- 2021 – A Time for Healing (Spiritmuse)

### Mit dem Ritual Trio
- 1985 – The Ritual (sound aspects) mit Lester Bowie, Malachi Favors
- 1985 – Sacred Love (sound aspects) mit Lester Bowie, Malachi Favors
- 2013 – Follow the Sun, mit Junius Paul
- 2020 – Spirit Groove
- 2024 – Open Me: A Higher Consciousness of Sound and Spirit

### Mit dem Ethnic Heritage Ensemble
- Ethnic Heritage Ensemble: Three Gentlemen From Chicago (Moers Music, ca. 1980) mit Edward Wilkerson, Henry Huff
- Ethnic Heritage Ensemble: The Continuum (Delmark, 1997) mit Joseph Bowie